# Liga złamanych serc
Liga złamanych serc (tytuł oryg. The Broken Hearts Club: A Romantic Comedy, skr. The Broken Hearts Club) – amerykański film fabularny (komedia romantyczna) w reżyserii Grega Berlantiego z 2000 roku. Fabuła skupia się na perypetiach sześciu kalifornijskich przyjaciół-homoseksualistów oraz postaci z nimi związanych. Akcja toczy się wokół restauracji należącej do Jacka, starszego kolegi bohaterów, który służy im ojcowskimi poradami; w knajpie spotykają się i wspólnie dyskutują. Główne postaci przynależą do tytułowej ligi softballowej. Przyjaciele uzależnieni są od siebie nawzajem, wspierają się w ciężkich sytuacjach, jak utrata bliskiej osoby, poszukiwanie miłości czy wreszcie odkrywanie samego siebie.
Projekt jest debiutem reżyserskim Berlantiego, a scenariusz filmu opiera się na doświadczeniach twórcy związanych z kręgiem jego znajomych. Obraz zebrał pozytywne recenzje krytyków, będąc chwalony za zobrazowanie homoseksualnych bohaterów jako zwyczajnych, przeciętnych mężczyzn. Liga złamanych serc skupia się na tematach uniwersalnych − romansach, akceptacji i jedności rodzinnej, miast na bardziej kontrowersyjnych i stereotypowych dla  kinematografii LGBT tematach: przebieg AIDS, coming out oraz przypadkowy bądź mechaniczny seks.

## Obsada
- Timothy Olyphant − Dennis Shaff
- Andrew Keegan − Kevin
- John Mahoney − Jack
- Matt McGrath − Howie
- Dean Cain − Cole
- Zach Braff − Benjamin "Benji" Waters
- Ben Weber − Patrick
- Billy Porter − Taylor
- Justin Theroux − Marshall
- Mary McCormack − Anne
- Nia Long − Leslie
- Robert Arce − Pan Purpurowy
- Christian Kane − Pan Idaho
- Brian Gaskill − Brian
- Chris Payne Gilbert − Larry
- Christopher Wiehl − Pan Ekipa
- Charlie Weber − Newbie
- Jennifer Coolidge − fryzjerka Betty
- Kerr Smith − zawodnik softballu
- Gary Weeks

## Opis fabuły
Film opowiada o codziennym życiu grupy homoseksualnych przyjaciół z West Hollywood. Dennis jest głównym bohaterem filmu, dwudziestoośmioletnim fotografem oraz częstym organizatorem imprez z udziałem najbliższych mu przyjaciół. Jako osoba homoseksualna ujawnił się dopiero na trzy lata przed akcją filmu. Podczas jednego z przyjęć organizowanych w jego domu Dennis poznaje Kevina, młodszego od siebie, lekko zagubionego chłopaka, z którym zaczyna się spotykać; wystawia to przyjaźń całej grupy na próbę. Cole, nie odnoszący sukcesów aktor, jest najprzystojniejszy oraz najbardziej charyzmatyczny z grona przyjaciół i wykorzystuje swój urok osobisty przy uwodzeniu kolejnych mężczyzn. Zdarza mu się − zupełnie nieświadomie − sypiać z sympatiami kolegów. Najmłodszy z grupy, Benji, zamiłowanie odnajduje w treningach na siłowni oraz flirtowaniu ze świetnie zbudowanymi sportowcami. Jego kłopoty rozpoczynają się, gdy wiąże się z nieodpowiednim mężczyzną, który wprowadza go w świat ciężkich narkotyków. Howie, student psychologii, znany jest z wnikliwego analizowania każdej sytuacji oraz porównywania przyjaciół do gwiazd filmowych. Związek Howiego z jego stałym partnerem, Marshallem, od dawna przechodzi na przemian wzloty i kryzysy. Patrick jest tyleż cyniczny, co niepewny siebie. Siostra bohatera, lesbijka, prosi go o pomoc przy spłodzeniu dziecka jej i partnerki. Taylor chełpi się statusem mężczyzny zajętego, tkwiącego w długotrwałym związku. Gdy jednak niespodziewanie zostaje porzucony przez ukochanego, zdaje się na łaskę przyjaciół, z których dotąd potrafił pokpiwać.
Wszyscy przynależą do tytułowej ligi softballowej, "Złamanych Serc", którą trenuje Jack, sympatyczny, podstarzały homoseksualista, właściciel lokalnej restauracji. Rola Jacka jest wśród sześciu młodych gejów znacząca; jest on ich przyjacielem oraz mentorem.

## Produkcja
Scenariusz Ligi złamanych serc został napisany przez Grega Berlantiego na podstawie jego autentycznych przeżyć związanych z grupą własnych przyjaciół. Jawnie homoseksualny reżyser wątek fabularny związku Howiego i Marshalla oparł na wątkach autobiograficznych. Film nakręcono w ciągu dwudziestu dni z budżetem bliskim miliona dolarów.

## Muzyka
Autorem muzyki filmowej jest Christophe Beck. W obrazie wykorzystano piosenki zespołu pop-rockowego The Carpenters, a właściwie ich covery, w wykonaniu Mary Beth Maziarz, artystki z Los Angeles. Soundtrack z filmu opublikowano 19 września 2000 roku nakładem wytwórni WILL Records (obecnie Lakeshore Records).
Na ścieżce dźwiękowej znalazły się kolejne utwory:
1. The Miracles − "Love Machine, Part 1"
2. Giorgio Moroder vs. Danny Tenaglia − "From Here to Eternity" (Radio Edit)
3. Shannon − "Let the Music Play" (Junior Vasquez Mix)
4. Barry Harris − "Beg for It" (Mad Tizzy Mix)
5. Kim English − "Time for Love"
6. G.T.S. feat. Loleatta Holloway − "Share My Joy"
7. Kim English − "Learn2Love"
8. Kym Mazelle − "Young Hearts Run Free"
9. Mary Beth Maziarz − "(They Long to Be) Close to You"
10. Mary Beth Maziarz − "We've Only Just Begun"

## Nagrody i wyróżnienia
- 2001, Casting Society of America, USA:
  - nominacja do nagrody Artios w kategorii najlepszy casting do niezależnego filmu fabularnego
- 2001, GLAAD Media Awards:
  - nagroda GLAAD Media w kategorii wybitny film − wydanie (DVD − przyp.) limitowane